# Hřbitov Grenelle
Hřbitov Grenelle (francouzsky Cimetière de Grenelle) je pařížský hřbitov, který se nachází v 15. obvodu na rohu ulic Rue Saint-Charles a Rue Cauchy. Jeho rozloha činí 64 ha a je zde asi 1000 hřbitovních koncesí.
Hřbitov byl založen v roce 1835 pro bývalou obec Grenelle, která se oddělila od obce Vaugirard. V roce 1860 bylo území připojeno k Paříži.
Nejzajímavější náhrobky patří rodinám Rémondot a Schmid. Marius Rémondot (1867-1921) a Henri Schmid (1872-1927) byli sochaři.
Dále je zde pohřben Louis Madelin (1871-1956) francouzský historik, specialista na Francouzskou revoluci a První císařství a poslanec (1924-1928). Byl členem Francouzské akademie.